# Kyūji Kubo
Kyūji Kubo (久保九次?, Kubo Kyūji; Prefettura di Saga, 15 ottobre 1888 – 12 settembre 1958) è stato un ammiraglio giapponese, attivo durante la seconda guerra mondiale.
Entrò nella Marina imperiale giapponese nel 1910 e attese al normale percorso di formazione, operando su diverse unità navali datate. Si specializzò nell'impiego del naviglio silurante, facendo le prime esperienze come capitano di corvetta presso gli Squadroni di difesa a Sasebo, Mako e Kure nei primi anni venti. Tra 1926 e 1929 operò invece negli stati maggiori della 1ª Flotta e della Flotta Combinata, nonché presso l'arsenale navale di Yokosuka. Dopo una parentesi come istruttore all'Accademia navale, nel 1934 divenne capitano di vascello e comandò lo Squadrone di difesa a Mako; nella seconda metà del decennio ebbe ai suoi ordini anche gli incrociatori pesanti Suzuya e Mikuma e la portaerei Kaga. Alla fine del 1940 fu promosso contrammiraglio e comandante della 1ª Forza ausiliaria per la protezione di base, che fu coinvolta massicciamente nelle operazioni anfibie del dicembre 1941 attorno alle Filippine. Egli fu anche comandante tattico degli sbarchi a Manado, Kendari e Makassar tra il gennaio e il febbraio 1942; suoi cacciatorpediniere, inoltre, batterono una squadra alleata superiore per numero e potenza di fuoco nella battaglia dello Stretto di Badung (19-20 febbraio).
Dopo aver comandato la 21ª Forza di base per buona parte del 1942, Kubo rientrò in Giappone e prevalentemente prestò servizio nelle acque settentrionali alle dipendenze della 5ª Flotta. Divenne comandante delle guarnigioni della marina nelle isole Curili all'inizio del 1944 e fu promosso viceammiraglio in maggio. Nell'estate 1945, poco prima della resa del Giappone, fu posto a capo delle forze terrestri del Distretto navale di Kure. Dopo il termine del conflitto lasciò l'uniforme e si spense nel 1958.

## Biografia

### Inizi e anni dieci
Kyūji Kubo nacque il 15 ottobre 1888 nella prefettura di Saga. In giovane età s'iscrisse all'Accademia navale di Etajima, studiò nella 38ª classe e si diplomò il 18 luglio 1910, centoquarantunesimo su 149 allievi; ottenne il brevetto di aspirante guardiamarina e fu imbarcato sull'incrociatore corazzato Asama, passando poi all'incrociatore da battaglia Ibuki il 23 marzo 1911 sul quale gli fu riconosciuto il grado di guardiamarina (1º dicembre). Il 20 dicembre di quell'anno fu trasferito sull'incrociatore protetto Takachiho per continuare il proprio addestramento e il 1º aprile 1912 fu nuovamente riassegnato, questa volta all'incrociatore protetto Nisshin. Verso la fine dell'anno tornò a terra e dal 20 dicembre iniziò a frequentare il Corso base alla Scuola d'artiglieria navale; a esso seguì, dal 24 maggio 1913, il Corso base alla Scuola siluristi. Il 1º dicembre divenne sottotenente di vascello e fu subito imbarcato sul cacciatorpediniere di terza classe Isonami; un anno esatto più tardi passò all'incrociatore protetto Tsugaru, unità di preda bellica russa. Lasciò il servizio in mare nella primavera dell'anno successivo e il 30 giugno 1915 fu aggregato alla "Unità provvisoria di difesa del Sud", costituita per le operazioni di conquista degli arcipelaghi in mano all'Impero tedesco: nel dettaglio divenne comandante della stazione radio provvisoria su Kusiae. Il 4 aprile 1916 fu integrato al personale del 1º Distretto navale con quartier generale a Yokosuka e il 1º giugno fu imbarcato sull'incrociatore corazzato Izumo, sul quale prestò a lungo servizio. Il 10 ottobre 1917 fu distaccato al 3º Distretto navale (Sasebo), del cui Corpo marinai entrò a far parte. Poco dopo (1º dicembre) fu promosso tenente di vascello e, tra la fine del 1917 e la metà del 1920, servì in sequenza sulla nave da battaglia Aki, sugli incrociatori protetti Chitose e Suma, sulla petroliera Notoro.

### Gli anni venti e gli anni trenta
Il 19 giugno 1920 Kubo, da poco assegnato alla Notoro, fu ridestinato allo Squadrone navale in difesa di Kure e in seno a esso compì le prime esperienze al comando di piccole unità siluranti, i cacciatorpediniere di terza classe Akebono e Oboro, a partire dal 1º aprile 1921. In giugno fu assegnato allo Squadrone navale di Mako, nelle Pescadores, e fu portato al grado di capitano di corvetta il 1º dicembre 1923, con annessa nomina a comandante del naviglio silurante di stanza a Mako. Il 25 aprile 1924 tornò al Distretto di Sasebo, dove un anno più tardi fu posto alla medesima carica. Il 1º dicembre 1926 fu scelto come assistente allo stato maggiore della 1ª Flotta e della Flotta Combinata e un anno più tardi fu inviato al 1º Distretto navale di Yokosuka, dove mantenne la qualifica di comandante del naviglio silurante oltre a entrare nello stato maggiore dell'Ufficio tecnico preposto allo studio di ordigni navali, dipendente dall'arsenale locale. Dal 14 febbraio 1929 lasciò entrambi i ruoli e rimase nel Distretto di Yokosuka, lavorando spesso all'Ufficio istruzione presso il Ministero della marina. Il 30 novembre di quell'anno ricevette la nomina a capitano di fregata.
Il 30 novembre 1931 Kubo ebbe nuovamente un incarico di una certa importanza come istruttore alla Scuola di impiego del siluro e, due anni più tardi, fu scelto come comandante del posamine Yaeyama. Il 15 novembre 1934 raggiunse il grado di capitano di vascello e divenne anche comandante dello Squadrone di difesa dislocato a Mako; oltre due anni dopo (1º dicembre 1936) assunse il comando del posamine Tokiwa e dal 1º dicembre 1937 lasciò questo incarico per andare alla testa dello Squadrone di difesa di Sasebo. Dal 15 novembre 1938 ebbe ai suoi ordini l'incrociatore pesante Suzuya, cui si affiancò dal 20 luglio 1939 anche l'incrociatore pesante Mikuma; questo inusuale doppio comando si ripeté il 15 novembre 1939, quando Kubo fu posto a capo sia della portaerei Kaga che dell'incrociatore da battaglia rimodernato Kirishima. Dal 27 dicembre di quell'anno fu comunque ufficiale comandante della sola Kaga.

### La seconda guerra mondiale

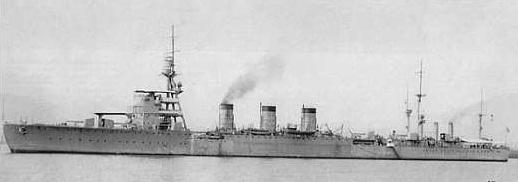
Il Nagara, ammiraglia di Kubo nel corso delle operazioni nelle Indie olandesi

Kubo divenne assistente allo stato maggiore della 2ª Flotta il 10 ottobre 1940, ma appena un mese più tardi fu nominato contrammiraglio e spostato alla testa della 1ª Forza ausiliaria per la protezione di base, un reparto dotato di naviglio leggero e logistico; questa posizione lo mise dunque alle dipendenze della 3ª Flotta diretta dal viceammiraglio Ibō Takahashi, che fu destinata a supportare l'invasione delle Filippine nel corso della pianificazione portata avanti nel corso del 1941. Kubo giunse a fine novembre nelle isole Palau con le sue navi, potenziate nel numero e nella qualità: disponeva della 24ª Divisione cacciatorpediniere (Yamakaze, Umikaze, Kawakaze, Suzukaze), di una sezione della 16ª Divisione cacciatorpediniere (Tokitsukaze, Yukikaze), di una parte dell'11ª Divisione portaidrovolanti (Mizuho e Chitose con quaranta idrovolanti), di due dragamine, sette unità minori e sette trasporti con a bordo 3 200 uomini, un reggimento d'artiglieria e la 1ª Forza speciale da sbarco "Kure"; scelse infine l'incrociatore leggero Nagara, distaccato dalla 4ª Squadriglia cacciatorpediniere, come propria nave ammiraglia. Kubo condusse facilmente a termine gli sbarchi a Legaspi l'11 dicembre e poi nella baia di Lamon (24 dicembre), nella porzione centrale della grande isola di Luzon. Poste in sicurezza le acque delle Filippine, la 3ª Flotta si riunì e fece rotta per le Indie orientali olandesi come da piano: essa avrebbe formato il braccio orientale della tenaglia che doveva accerchiare l'isola di Giava.
L'11 gennaio 1942 Kubo dette avvio alle operazioni anfibie contro Menado, porto e base militare degli olandesi sull'isola di Celebes, che fu occupata il giorno stesso; dopo alcuni cambi nell'organico, proseguì assaltando Kendari, sulla costa sud-orientale, che fu investita nella notte tra il 23 e il 24 gennaio. Fu conquistata rapidamente anche grazie al caos che disfece la guarnigione nederlandese. Infine il 9 febbraio, integrati nuovi cacciatorpediniere in sostituzione degli originali, protesse gli sbarchi attorno alla cittadina di Makassar, sulla punta sud-occidentale dell'isola. Anche in questo caso le operazioni furono rapide, ma le truppe incontrarono una certa resistenza nell'entroterra che fu spezzata solo il 27 febbraio. Frattanto, l'11 febbraio, Kubo era divenuto assistente allo stato maggiore della 1ª Flotta di spedizione del Sud, una delle componenti della 3ª Flotta. Lasciate le acque di Makassar, egli riorganizzò le proprie forze per l'occupazione di Bali, eventualità non prevista inizialmente ma rivelatasi necessaria a causa dell'impraticabilità degli aeroporti meridionali del Borneo; a protezione dunque di due trasporti (Sasako Maru, Sagami Maru) pose l'8ª e la 21ª Divisione cacciatorpediniere, con rispettivamente quattro e tre unità. Dal Nagara, Kubo coordinò gli sbarchi avvenuti nelle prime ore del 18 febbraio, che colsero di sorpresa la modesta guarnigione: l'aeroporto fu catturato intatto. Nel corso della nottata, tuttavia, la formazione nipponica finì sotto attacco da parte di una ben più numerosa formazione alleata, guidata dal contrammiraglio Karel Doorman. A dispetto della superiorità nemica, i cacciatorpediniere dell'8ª Divisione affondarono l'omologo olandese Hr. Ms. Piet Hein e impedirono che i due trasporti fossero distrutti. Il 10 marzo Kubo assunse il comando della 21ª Forza di base, una parte della quale operò il 31 marzo lo sbarco incontrastato sull'Isola di Natale, giacché la simbolica guarnigione indo-britannica si era arresa non appena erano state localizzate le unità giapponesi. L'isola fu comunque abbandonata in aprile, perché la sua natura rocciosa e montagnosa si era rivelata un ostacolo insormontabile alla costruzione di infrastrutture militari.
Nel settembre 1942 Kubo fu rimpatriato e fu assegnato al Distretto navale di Yokosuka. Dal 9 al 13 novembre fu poi assistente allo stato maggiore della 5ª Flotta, basata nel Giappone settentrionale, quindi divenne comandante della 22ª Divisione incrociatori. Dopo una breve parentesi di servizio presso il Distretto di guardia di Ominato a fine 1943, divenne il 1º gennaio 1944 comandante della Forza ausiliaria di protezione alla provincia di Chishima, comprendente le isole Curili. Investito in marzo di un incarico minore a Ominato, il 1º maggio ricevette la promozione a viceammiraglio.

### Ultimi anni e morte
Ormai escluso da ogni operazione di importanza strategica, Kubo fu posto a disposizione dello stato maggiore generale il 15 giugno 1945, che il 20 luglio lo nominò comandante del Corpo marinai, del distaccamento rikusentai e dell'Unità di guardia di stanza a Kure. Fu quindi presente, senza però poter intervenire, al devastante bombardamento statunitense del porto, avvenuto alla fine del mese. Il 20 settembre, dopo la resa formale dell'Impero giapponese, diede le proprie dimissioni e si ritirò a vita privata. Morì il 12 settembre 1958, forse per malattia, all'età di 69 anni.